# Park Seong-ja
Park Seong-ja (박성자?; Seul, 16 marzo 1954) è un'ex cestista sudcoreana.

## Carriera
Con la Corea del Sud ha disputato i Campionati mondiali del 1975.